# Jadwiga Domańska
Jadwiga Domańska, de domo Braun (ur. 9 października 1907 w Dąbrowie Tarnowskiej, zm. 18 grudnia 1996 w Ottawie) – polska aktorka, żołnierz podziemia, porucznik 2 Korpusu, dyrektor Teatru Dramatycznego 2 Korpusu Polskiego, działaczka polonijna, pedagog.

## Życiorys
Jadwiga Domańska urodziła się 9 października 1907 w Dąbrowie Tarnowskiej w rodzinie o silnych patriotycznych tradycjach. Jej ojciec, Karol Braun, był notariuszem, należał do Polskiego Towarzystwa Gimnastycznego „Sokół”. Matka, Henryka z domu Miller, była córką i siostrzenicą powstańców styczniowych. Brat matki, Roman Żuliński, był członkiem pięcioosobowego Rządu Narodowego i wraz z Trauguttem i innymi powstańcami został powieszony publicznie na stokach Cytadeli Warszawskiej. Sama Henryka była działaczką organizacji kobiecych i harcerką, komendantką Chorągwi Krakowskiej.
Jadwiga miała trzech starszych braci, których życiorysy związane były z walką o niepodległą Polskę: Kazimierza (1899–1920), Jerzego (1901–1975) i Juliusza (1904–1990). Ich kuzynem był Sylwester Braun, fotoreporter powstańczej Warszawy. Jadwiga, podobnie jak matka i bracia, była harcerką. Następnie studiowała język francuski na Université de Dijon we Francji. W 1932 ukończyła studia na Wydziale Aktorskim Państwowej Szkoły Dramatycznej w Warszawie.
W okresie międzywojennym była aktorką teatrów Lublina, Katowic, Wilna i Łodzi. W latach 1935–1938 zaangażowana była w Teatrze Wołyńskim w Łucku, a od 1938 do 1939 w Teatrze Miejskim im. Karola Huberta Rostworowskiego w Bydgoszczy.

### II wojna światowa
W momencie wybuchu wojny przygotowywała się do występów w Teatrze Śląskim Katowicach, sezon 1939–1940 miała otworzyć główną rolą w Obronie Ksantypy Ludwika Hieronima Morstina. Próba generalna miała się odbyć 1 września 1939, ale gdy aktorka przybyła rano do teatru, pakowano już dekoracje, bo teatr katowicki miał się przekształcić w teatr przyfrontowy.
Jadwiga Domańska pojechała najpierw do męża do Warszawy, a potem, wraz z nim, do córki pod Wilno, skąd wkrótce oboje wrócili do Warszawy. W końcu 1939 Domańska została zaprzysiężona w Związku Walki Zbrojnej, gdzie pełniła rolę łączniczki między Warszawą, Wilnem, Grodnem i Białymstokiem. W marcu 1940 aresztowało ją NKWD podczas przechodzenia granicy pomiędzy Generalną Gubernią a Litwą (wówczas pod rządami Sowietów). Została osadzona w więzieniu w Lidzie, a potem w Baranowiczach. Skazana na 8 lat została wywieziona do łagru koło Nowosybirska. Po ponad półtorarocznym pobycie w łagrze w 1941 została zwolniona z łagru na podstawie amnestii po podpisaniu układu Sikorski-Majski.
Gdy dowiedziała się, że w ZSRR jest formowane polskie wojsko, za pieniądze uzyskane ze sprzedaży torby z cielęcej skóry, zakupionej jeszcze w Katowicach, kupiła kilogram chleba, melon i bilet do polskiego obozu w Buzułuku.

Na peronie – serce bić przestaje na chwilę. Żołnierz z orzełkiem na czapce!

W grudniu do Buzułuku przybył premier rządu londyńskiego i Naczelny Wódz Polskich Sił Zbrojnych gen. Władysław Sikorski. Podczas przygotowanej z tej okazji akademii Jadwiga Domańska recytowała wzruszający wiersz Ludwiki Biesiadowskiej. Opowieść głosi, że Sikorski miał wówczas łzy w oczach.
W Armii Andersa pełniła funkcje szyfrantki, sanitariuszki, świetliczanki i komendantki plutonu oświatowego.
Wyjechała z ZSRR, wraz z 6 Dywizją Lwowską, 1 września 1942 do Iraku. Przygotowała tam, w Kizil Rabat pod Bagdadem, dwa wielkie widowiska plenerowe. Pierwsze z nich było to widowisko, w którym wzięło udział paruset wykonawców, w tej liczbie połączone chóry i orkiestry 5 Dywizji Wileńskiej i 6 Dywizji Lwowskiej. Rozgrywało się ono na zboczu wzgórza, na parusetmetrowej przestrzeni, a pod koniec kilkutysięczna żołnierska widownia wspólnie odśpiewała Warszawiankę i Rotę. Generał Władysław Anders wygłosił improwizowane, porywające przemówienie. Drugim przedstawieniem były Jasełka, wystawione również w plenerze na przełomie 1942 i 1943 roku na pustyni irackiej, a Trzej Królowie przybywali na wielbłądach.
Razem z Wacławem Radulskim zorganizowała i prowadziła Teatr Dramatyczny przy Armii Polskiej na Wschodzie. Powstał on 1 kwietnia 1943 w Iraku, w Bagdadzie. Pierwsze przedstawienie dano 8 maja 1943 w Bagdadzie. 1 czerwca 1943 Domańska objęła formalnie kierownictwo teatru. W lipcu 1943 został utworzony 2 Korpus Polski, któremu w szlaku bojowym towarzyszył zespół teatralny już pod nazwą Teatr Dramatyczny 2 Korpusu Polskiego. Z teatrem tym Jadwiga Domańska przeszła z Iraku przez Palestynę, Egipt, kampanię włoską i bitwę o Monte Cassino.

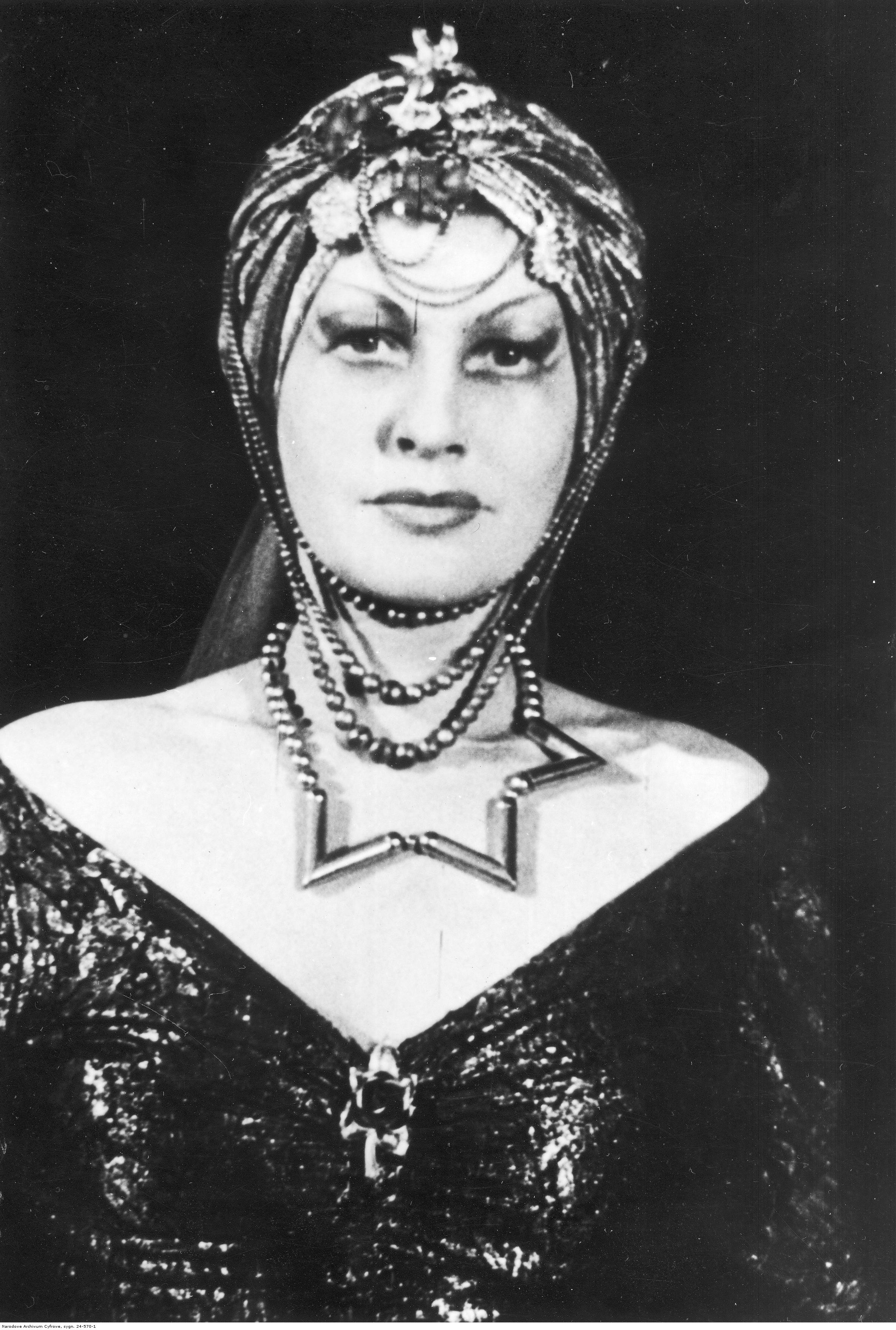
Jadwiga Domańska w przedstawieniu Turandot (1945)

Ze względu na pracę na stanowisku kierowniczym grała stosunkowo mało. Jedną z jej najlepszych kreacji była przebiegła i władcza Księżniczka Turandot w sztuce Gozziego. Grała też charakterystyczną Orgonową w Damach i huzarach, a także nastrojową Rachelę w Weselu.

### Okres powojenny
Po zakończeniu wojny pozostała z teatrem we Włoszech. Od sierpnia 1945 do maja 1946 Teatr Dramatyczny 2 Korpusu Polskiego przebywał w Recanati. We Włoszech połączyła się z mężem (ciężko rannym w powstaniu warszawskim) i córką, którym udało się wydostać z kraju. Ostatnie przedstawienie Teatru Dramatycznego na terenie Włoch odbyło się w Forlì 23 lipca 1946. Część zespołu pozostała we Włoszech, Domańska wraz z pozostałą częścią wyjechała do Wielkiej Brytanii. Po przybyciu na wyspy teatr obchodził swój jubileusz czterolecia działalności. Następnie zespół podzielił się na dwie grupy. Jedna pod kierownictwem Jadwigi Domańskiej wraz z Leopoldem Pobóg-Kielanowskim pozostała w Anglii, a druga z Wacławem Radulskim przeniosła się do Szkocji. Po wojnie Domańska także nie mogła się spełnić jako aktorka. Najpierw bowiem pochłonięta była staraniami o trwanie teatru w Wielkiej Brytanii, potem, jak wszyscy byli żołnierze polscy na emigracji, codzienną walką o byt swój i rodziny. Rodzina mieszkała w suterenie, Domańska dorabiała jako kasjerka w domu towarowym Harrod’s.
W 1960 wyemigrowała z mężem do Kanady, żeby być bliżej córki. Ukończyła studia pedagogiczne w Winnipegu i przez kilkanaście lat pracowała jako nauczycielka języka francuskiego. Od 1967 mieszkała w Ottawie. W 1972 wyreżyserowała fragmenty Dziadów Adama Mickiewicza, w których sama zagrała Panią Rollison. W 1974, z okazji Roku Kopernikowskiego, wyreżyserowała w Ottawie wielkie widowisko Kopernik żywy z udziałem 60 wykonawców. W wersji angielskiej zostało ono wystawione w kanadyjskim Teatrze Narodowym (National Arts Center) w Ottawie. Organizowała też spektakle okolicznościowe z okazji ważnych rocznic, m.in. urodzin Piłsudskiego, bitwy o Monte Cassino, powstania warszawskiego czy tragicznej śmierci Sikorskiego. W latach 1980–1987 prowadziła w telewizji comiesięczny polski program. Prowadziła Ottawski Klub Teatralny, organizowała widowiska okolicznościowe oraz koncerty muzyki klasycznej. W 1990 odwiedziła Polskę, uczestniczyła wówczas w obradach Nadzwyczajnego Zjazdu ZASP-u.
W swoich wspomnieniach napisała:

Starałam się kontynuować tę polską tradycję aktorską, która została zapoczątkowana przez Bogusławskiego w XVIII wieku – tradycję aktora, który jest przede wszystkim obywatelem. Najwyżej cenię postawę, którą dzielę z większością mego teatralnego środowiska, nazwałabym ją „postawą służby”. Jest to służenie teatrem wspólnej, narodowej sprawie.

Zmarła 18 grudnia 1996. Pochowano ją na cmentarzu w Masham pod Ottawą, choć jej życzeniem było spocząć w Polsce.

## Życie prywatne
Zamężna z Ludogierdem Domańskim. Jej córką była Bożena Barry, primo voto Bahyrycz.